# Claus Eftevaag
Claus Lehland Eftevaag (ur. 20 grudnia 1969 w Kristiansand) – norweski piłkarz występujący na pozycji obrońcy.

## Kariera klubowa
Eftevaag karierę rozpoczynał w sezonie 1986 w pierwszoligowym zespole IK Start. W pierwszej lidze zadebiutował 10 sierpnia 1986 w meczu z Molde FK, stając się najmłodszym debiutantem w lidze w barwach Startu. Jego rekord poprawił w 2014 roku Kristoffer Ajer. W sezonie 1987 wraz ze Startem Eftevaag spadł do drugiej ligi. W kolejnym awansował jednak z powrotem do pierwszej. W sezonach 1991 oraz 1992 wraz z zespołem zajmował 3. miejsce w lidze.
W 1996 roku Eftevaag przeniósł się do innego pierwszoligowca, SK Brann. W sezonie 1997 wywalczył z nim wicemistrzostwo Norwegii, po czym odszedł do belgijskiego Lierse SK. Spędził tam sezon 1997/1998, a potem zakończył karierę.

## Kariera reprezentacyjna
W reprezentacji Norwegii Eftevaag zadebiutował 7 listopada 1990 w wygranym 3:1 towarzyskim meczu z Tunezją. W latach 1990–1995 w drużynie narodowej rozegrał 3 spotkania. Wcześniej grał też w reprezentacjach młodzieżowych, na szczeblach U-15, U-16, U-17, U-18, U-19 oraz U-21.